# Ото II фон Шайерн
Ото II фон Шайерн (на немски: Otto II von Scheyern или Otto III; † 31 октомври 1120 г.) от фамилията Вителсбахи, е граф на Шайерн, фогт на Фрайзинг и от 1116 г. на Вайенстефан в Бавария.

## Произход и брак
Той е син на граф comes de Skyrun Ото I фон Шайерн († 1078) и Хазига фон Дисен († 1104).
Ото се жени вероятно за Рихардис, дъщеря на Улрих I († 6 март 1070), маркграф от Истрия-Крайна, и внучка на Попо I († 1044), маркграф в Истрия. Нейната майка е София Унгарска († 1095), дъщеря на унгарския крал Бела I († 1063).

## Деца
Ото и Рихардис имат децата:
- Ото III († сл. 15 декември 1130)
- Екехард III († сл. 11 юли 1183)
- Бернхард II (ок. 1135)
- син